# Ольховка (Черниговская область)
Ольхо́вка (укр. Вільхі́вка) — село Семёновского района Черниговской области Украины. Население 31 человек.
Код КОАТУУ: 7424781503. Почтовый индекс: 15461. Телефонный код: +380 4659.

## Власть
Орган местного самоуправления — Жадовский сельский совет. Почтовый адрес: 15461, Черниговская обл., Семёновский р-н, с. Жадово, ул. Центральная, 15.